# (5359) Markzakharov
(5359) Markzakharov (1974 QX1) – planetoida z pasa głównego asteroid okrążająca Słońce w ciągu 3,58 lat w średniej odległości 2,34 j.a. Odkryta 24 sierpnia 1974 roku.